# Clark Fork (ciutat)
Clark Fork, formalment en anglès City of Clark Fork i també anomenada amb els noms de Clarks Fork i Hnch′′mtsi en Coeur d'Alene, és una ciutat al comtat de Bonner a l'estat d'Idaho. D'acord al cens del 2000 tenia 530 habitants.

## Demografia
Segons el cens del 2000 Clark Fork tenia 530 habitants, 238 habitatges, i 138 famílies. La densitat de població era de 208,8 habitants per km².
Dels 238 habitatges en un 24,4% hi vivien nens de menys de 18 anys, en un 47,5% hi vivien parelles casades, en un 8% dones solteres, i en un 42% no eren unitats familiars. En el 37,4% dels habitatges hi vivien persones soles el 16,4% de les quals corresponia a persones de 65 anys o més que vivien soles. El nombre mitjà de persones vivint en cada habitatge era de 2,22 i el nombre mitjà de persones que vivien en cada família era de 2,94.
Per edats la població es repartia de la següent manera: un 24,7% tenia menys de 18 anys, un 4,9% entre 18 i 24, un 28,3% entre 25 i 44, un 24% de 45 a 60 i un 18,1% 65 anys o més.
L'edat mediana era de 40 anys. Per cada 100 dones de 18 o més anys hi havia 95,6 homes.
La renda mediana per habitatge era de 22.031 $ i la renda mediana per família de 28.472 $. Els homes tenien una renda mediana de 28.036 $ mentre que les dones 21.042 $. La renda per capita de la població era de 13.979 $. Aproximadament el 15,3% de les famílies i el 20,8% de la població estaven per davall del llindar de pobresa.

## Poblacions properes
El següent diagrama mostra les poblacions més properes.